# Temoksee
Temoksee, maleno šošonsko pleme iz skupine Sjevernih Pajuta koji su živjeli u dolini rijeke Reese u sjevernoj centralnoj Nevadi. Spominje ih Taylor (1863).